# Gefecht bei Krojanty
Danzig – Westerplatte – Tucheler Heide – Krojanten – Mlawa – Radom – Wizna – Bzura – Brześć – Lemberg – Rawa Ruska – Lublin – Kampinos-Heide – Warschau – Szack – Modlin – Halbinsel Hel – Kock
Das Gefecht bei Krojanty fand am 1. September 1939 bei Krojanty (Krojanten) nördlich von Chojnice (Konitz) im Polnischen Korridor statt, wo das polnische 18. Ulanen-Regiment auf Teile der deutschen 20. Infanterie-Division traf. Aus diesem Gefecht entstand später der Mythos, dass polnische Kavallerie vorsätzlich deutsche Panzer mit blanken Säbeln angegriffen habe.

## Entwicklung der Lage am 1. September

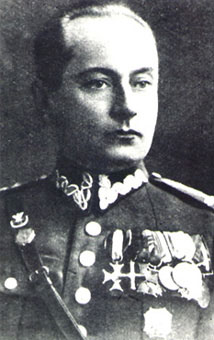
Oberst Kazimierz Mastalerz

Schon am ersten Tag des Überfalls auf Polen sollte das deutsche XIX. Armeekorps unter General der Panzertruppe Heinz Guderian den Polnischen Korridor durchstoßen und den Fluss Brda (Brahe) erreichen. Der motorisierten 20. Infanterie-Division (Generalleutnant Mauritz von Wiktorin), die zu diesem Korps gehörte, fiel die Aufgabe zu, auf dem Weg zur Brahe auch den Eisenbahnknotenpunkt Konitz zu erobern. Dieser Ort wurde nach harten Kämpfen am frühen Nachmittag eingenommen. Die polnischen Truppen, Teile der 9. Infanterie-Division und der Obrona Narodowa wichen nun langsam, geordnet und kämpfend vor der 20. Infanterie-Division (mot.) nach Nordosten zurück. Da ihre Verbände jedoch nicht motorisiert waren, drängten die Deutschen schneller nach, als die Polen ihre Absetzbewegung ausführen konnten. Die Nachhut geriet immer stärker unter Druck. In dieser Situation erhielt Oberst Kazimierz Mastalerz, Kommandeur des polnischen 18. Ulanen-Regiments (18. Pułk Ułanów Pomorskich), am späten Nachmittag den Auftrag, durch einen örtlichen Entlastungsangriff auf die deutschen Verfolger den sich zurückziehenden Infanterieeinheiten Zeit zu verschaffen.

## Verlauf des Gefechtes
Mastalerz hatte sein eigenes 18. Ulanen-Regiment der Kavallerie-Brigade „Pomorska“, die Tanketten der Brigade sowie einige Infanterieeinheiten aus Konitz zur Verfügung. Das Ziel des begrenzten Gegenangriffes sollte eine Eisenbahnkreuzung nahe dem Dorf Krojanty (zirka 7 km nördlich Konitz) sein, die kurz zuvor von der deutschen Infanterie eingenommen worden war. Bei diesen Truppen handelte es sich um ein Bataillon des Infanterie-Regimentes 76 (mot.) von Oberst Hans Gollnick (etwa 800 Mann).

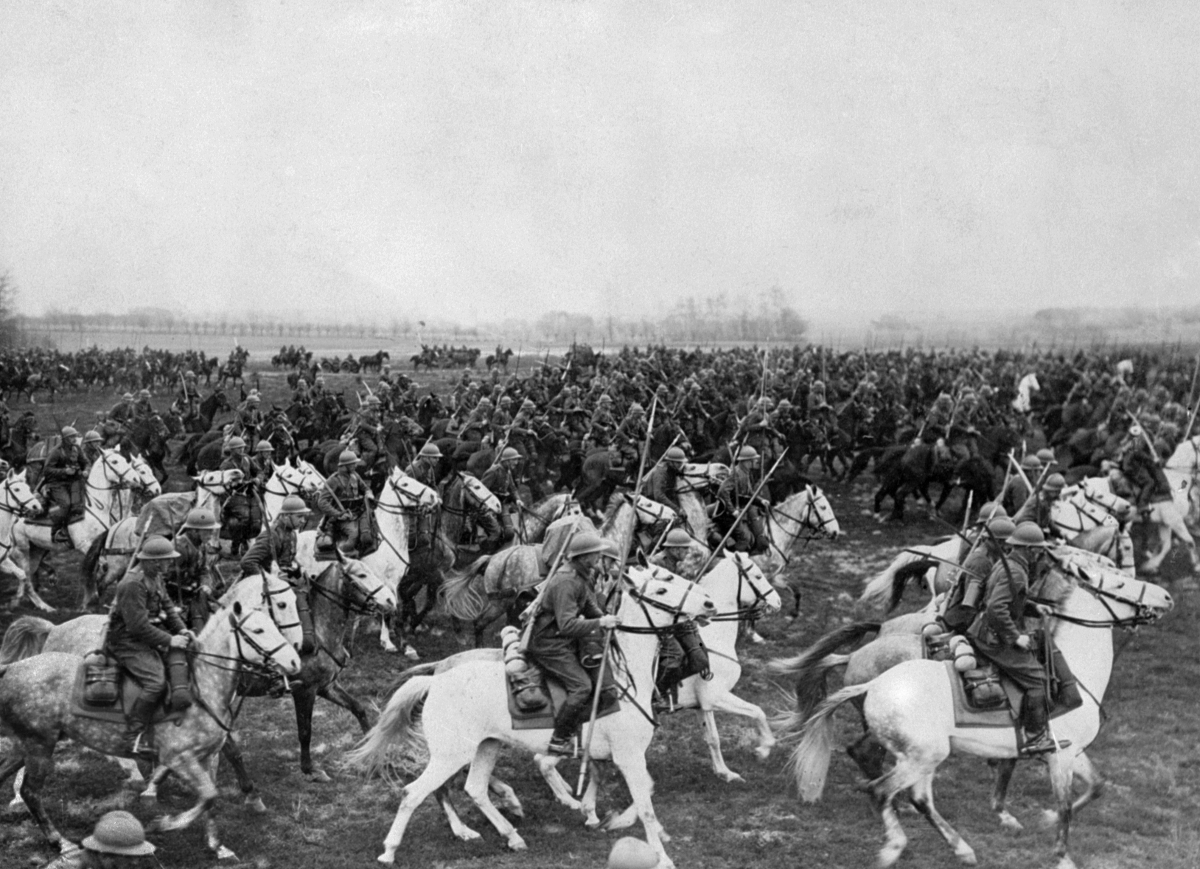
Polnische Kavallerie in einem Manöver vor dem Krieg

Mastalerz fand die deutschen Truppen in offenem Gelände vor einem Wald. Er befahl daraufhin dem Rittmeister Eugeniusz Świeściak, dem Führer der 1. Schwadron, mit seiner und einer weiteren Schwadron (zirka 250 Mann von 600 Mann) einen Kavallerieangriff auszuführen. Die verbleibenden beiden Schwadronen des Regiments blieben mit den Tanketten in den Ausgangsstellungen als Reserve zurück.
Der Angriff begann um 19:00 Uhr und kam für die Deutschen überraschend. Die 1. Schwadron galoppierte mit blankem Säbel durch das Abwehrfeuer und konnte im Verbund mit der etwas verzögert angreifenden 2. Schwadron ohne größere Verluste die deutsche Infanterie zurückwerfen. Aber noch während des Angriffs tauchten deutsche Panzerfahrzeuge (wahrscheinlich Teile der Aufklärungs-Abteilung 20) aus dem Wald hinter einer Straßenbiegung auf. Sie eröffneten aus Maschinenwaffen das Feuer auf die Schwadronen Swiesciaks, die sich nun ihrerseits auf dem offenen Gelände befanden und die Pferde nicht so schnell wenden konnten. Als der Rittmeister fiel, griff Oberst Mastalerz mit einigen Reitern ein, um ihn zu retten, wobei auch er fiel. Die Ulanen zogen sich fluchtartig vor den deutschen Spähwagen zurück, doch bis dahin war bereits jeder dritte polnische Reiter tot oder verwundet.
Der Angriff blieb nicht ohne Folgen. Tatsächlich gewann die Attacke genügend Zeit für das polnische 1. Schützenbataillon und die Operationsgruppe „Czersk“, um sich zur Brahe zurückzuziehen. Die 20. Infanterie-Division (mot.) wagte an diesem Tag keine ernsthafte Verfolgung der Polen mehr. Aber der Angriff hatte bei den deutschen Soldaten Eindruck hinterlassen. Heinz Guderian berichtete später, dass ihn gegen Mitternacht der Kommandeur der 2. Infanterie-Division (mot.) angerufen habe, um ihm zu melden, dass er gezwungen sei, vor polnischer Kavallerie zurückzuweichen. Der kommandierende General musste ihn erst zum Halten seiner Stellung überreden. Die Panik des ersten Kriegstages sei jedoch bald überwunden worden.
Am 2. September besuchte General Stanisław Grzmot-Skotnicki (1894–1939), der Kommandeur der Operationsgruppe „Czersk“, die Überreste des 18. Ulanen-Regimentes und verlieh der Einheit symbolisch seinen eigenen Virtuti-Militari-Orden. Das Regiment nahm in den nächsten Wochen noch an der Schlacht in der Tucheler Heide und in der Schlacht an der Bzura teil. In letzterer wurde es fast vollständig aufgerieben.

## Der Mythos

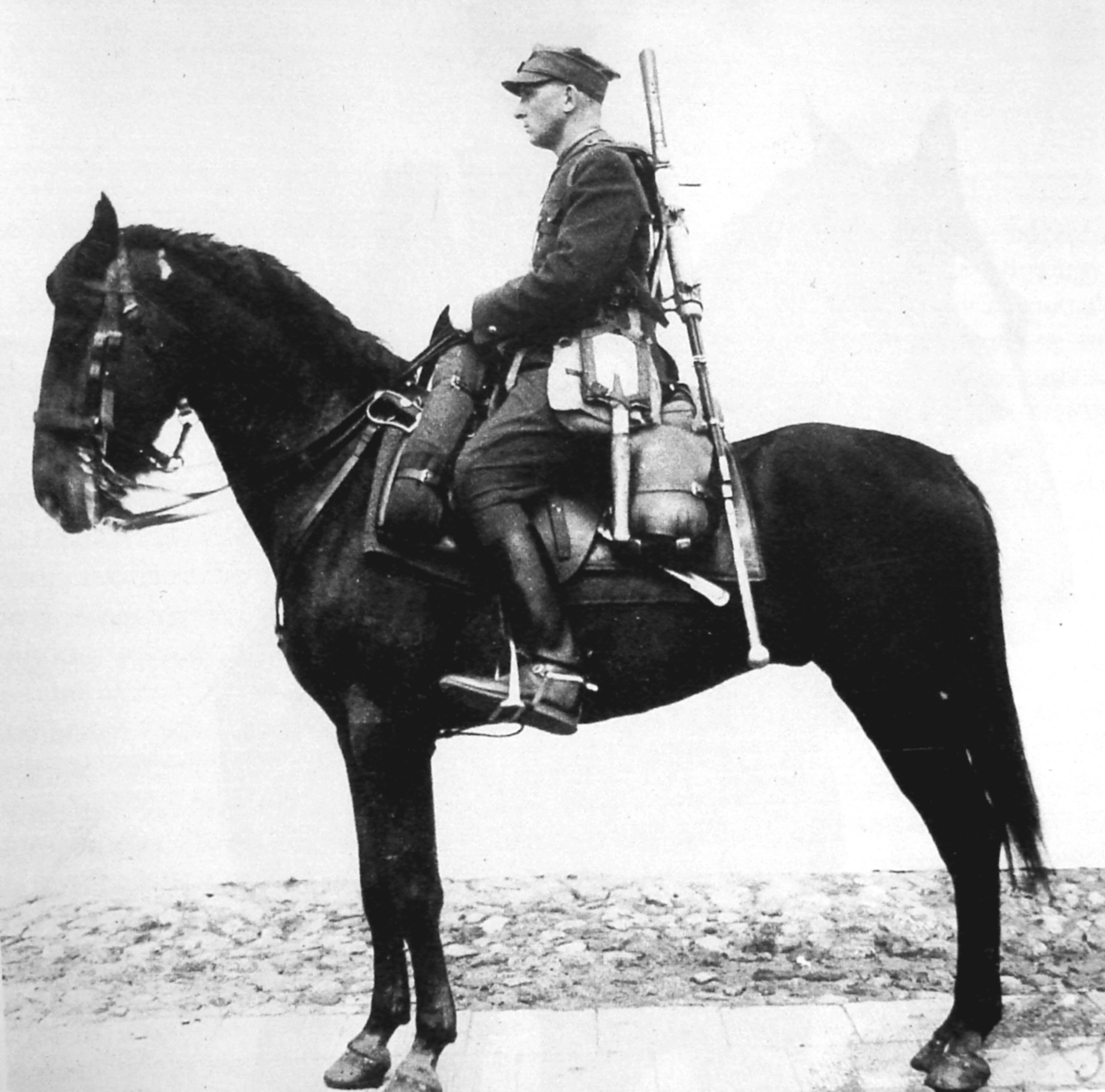
Ulan mit Panzerbüchse Modell 1935

Am darauffolgenden Tag besuchte der italienische Journalist Indro Montanelli das Schlachtfeld. Als er nachfragte, was hier passiert sei, antworteten ihm einige Soldaten, dass hier polnische Kavallerie deutsche Panzer angegriffen hätte. Der Journalist schmückte diese Geschichte etwas aus und veröffentlichte sie kurz darauf. Die deutsche Propaganda nahm sie dankbar auf. Am 13. September schon berichtete die Zeitschrift Die Wehrmacht in dem Artikel So kämpfen unsere Panzer:
„Wie sehr die Polen die Kampfkraft unserer modernen Waffen unterschätzten, zeigte sich vor allem in den ersten Tagen des Kampfes. Eine unverantwortliche Propaganda hatte den polnischen Soldaten eingeredet, dass unsere Panzerkraftwagen bessere Blechattrappen seien. Es kam daher zu einem beinahe grotesken Angriff eines polnischen Ulanenregiments gegen einige unserer Panzer. Die vernichtenden Folgen dieses Angriffs kann man sich vorstellen.“
Tatsächlich waren die polnischen Kavallerieverbände standardmäßig mit Panzerabwehrwaffen ausgerüstet und in der richtigen Bekämpfung von Panzern geschult. Die deutschen Spähpanzer waren überraschend aus dem Wald aufgetaucht, so dass von einem beabsichtigten Angriff der polnischen Reiter auf deutsche Panzer keine Rede sein konnte. Hierfür wären eher die Tanketten in Frage gekommen, welche die Kavallerie-Brigade auch besaß.
In den Propaganda-Filmen Feldzug in Polen (1940) und Kampfgeschwader Lützow (1941) wurde das Thema nochmal aufgegriffen. Seither findet sich diese Geschichte meist verkürzt und unreflektiert in vielen populären Veröffentlichungen über den Zweiten Weltkrieg. Die Polen wiederum, die auch nach Kriegsende seitens der sowjetischen Seite wenig vorteilhaft dargestellt wurden, betonen die Panik, die sie laut Guderian unter den Deutschen ausgelöst hätten, wenn auch nur kurzfristig am ersten Kampftag. Andrzej Wajda drehte mit Lotna einen Film um das Thema. Nachdem 1989 gar die Marshall Islands das Thema in einer Briefmarke darstellten, wurde das Gefecht genauer aufgearbeitet und grafisch dargestellt.